# À l'ombre
Singles de Mylène Farmer
Du Temps
(2011) Je te dis tout
(2013)
À l'ombre est une chanson de Mylène Farmer, sortie en single le 22 octobre 2012 en version digitale et le 26 novembre 2012 en version physique, en tant que premier extrait de l’album Monkey Me.
Sur une musique électropop composée par Laurent Boutonnat, la chanteuse écrit un texte personnel évoquant le repli sur soi.
Le clip, réalisé par Laurent Boutonnat, rend hommage aux œuvres de Transfiguration de l'artiste Olivier de Sagazan qui, se recouvrant le visage de boue, se crée de nouveaux visages devenant de plus en plus horrifiques.
Entré no 4 du Top Singles, le titre atteint la première place du classement quelques semaines plus tard, et permet à l'album Monkey Me d'enregistrer la plus grosse vente hebdomadaire de l'année et d'être certifié triple disque de platine en moins d'un mois.

## Contexte et écriture

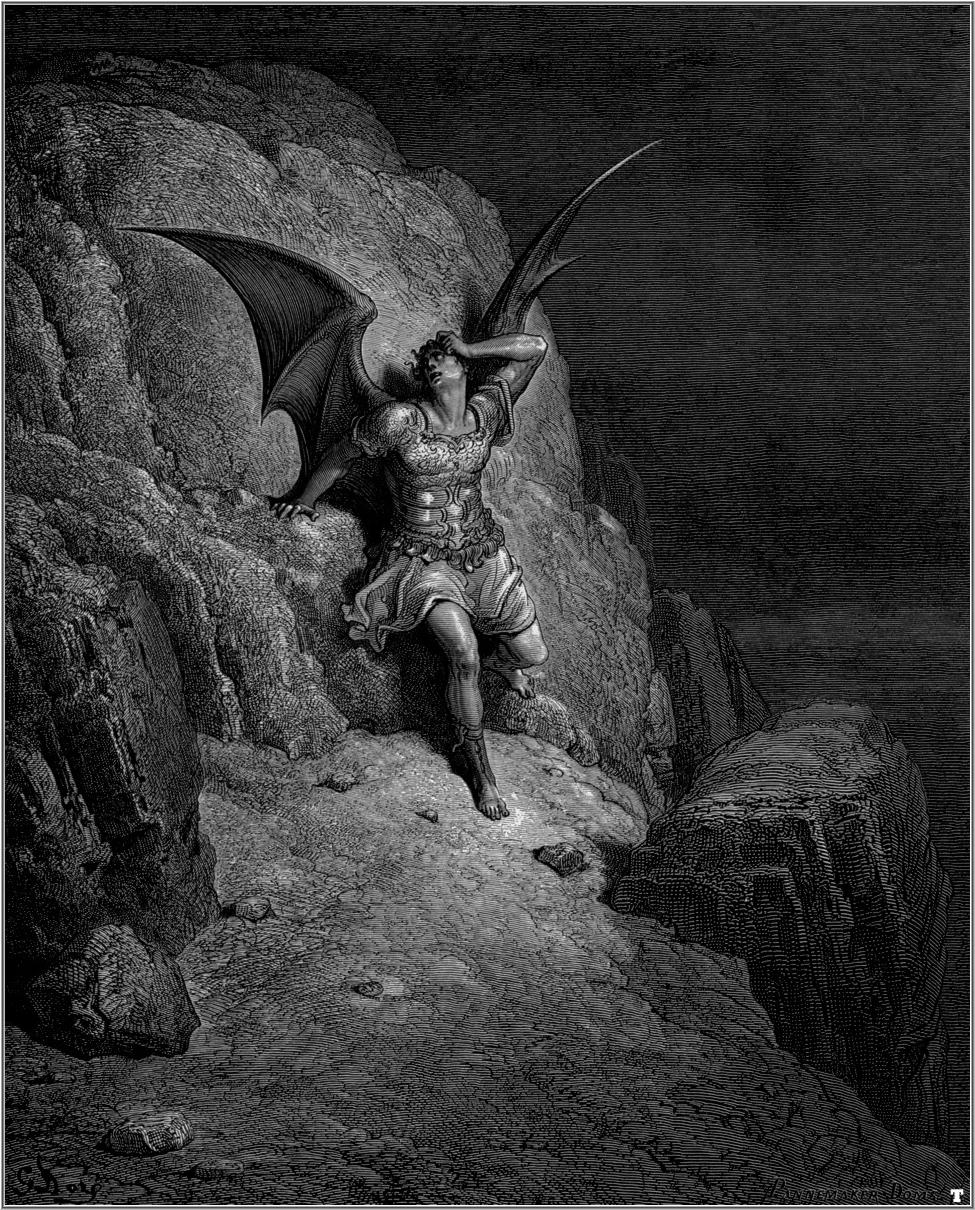
Dans le texte, la chanteuse évoque le Diable qui harcèle [ses] lendemains.

En décembre 2010, Mylène Farmer sort Bleu noir, le premier album qu'elle réalise sans Laurent Boutonnat, faisant appel à RedOne, Moby et au groupe Archive. Le disque connaît un grand succès en France, où il est certifié disque de diamant, et est suivi l'année suivante par la compilation 2001-2011, comprenant deux inédits composés par Laurent Boutonnat, dont le single Du temps.
En septembre 2012, la chanteuse annonce une nouvelle tournée, Timeless 2013, ainsi qu'un nouvel album entièrement composé par Laurent Boutonnat, Monkey Me.
En guise de premier extrait, elle choisit le titre À l'ombre, une chanson électropop rythmée pour laquelle Mylène Farmer écrit un texte personnel (« Suis-je faite pour les rêves ? », « Mon cœur se ferme, le Diable harcèle mes lendemains ») évoquant le repli sur soi (« Risquer de n'être personne », « On se coupe de soi-même », « Las de cette vie trop brève, on devient l'ombre de soi-même »).
Elle fait un clin d’œil à son pays de naissance, le Canada, en mentionnant l'érable, dont la feuille figure sur le drapeau national (« Sous les érables, le froid se cabre »).

## Sortie et accueil critique
Disponible en téléchargement à partir du 22 octobre 2012, le single sort en physique le 26 novembre 2012. Signée par Nathalie Delépine, la pochette du single présente Mylène Farmer, en noir et blanc, regardant une rue londonienne depuis une fenêtre.

### Critiques
- « Si l'artiste courait après la tendance avec Bleu noir et son tube Oui mais... non, elle revient ici à ses premières amours : boîtes à rythmes et synthés eighties sur À l'ombre. »[3]
- « Un titre taillé pour le show. »[4]
- « Un univers dansant et tendrement électro/dance. Côté textes, on retrouve la Mylène mystérieuse, mystique et sombre. » (Femmes d'aujourd'hui)[5]
- « Une mélodie entêtante, d’une efficacité propre à la chanteuse, et une musique ultra ringarde qui a réduit en cendres tous les efforts lyriques du titre. »[6]
- « Un tube en puissance. Que dire de ce single si ce n’est que c’est du pur Mylène Farmer ! Que ce soit par le son ou le texte, l’univers de la chanteuse n’est pas trahi et tout le monde devrait s’y retrouver !. »[7]
- « Une voix perchée et un son clubbing : une alliance que la chanteuse maîtrise. Des paroles toujours aussi joyeuses et pleines d’enthousiasme… Heureusement que la musique, peut-être un peu trop électro, vient égayer la chanson. Elle n'en demeure pas moins entêtante, efficace et addictive. »[8]

## Vidéo-clip

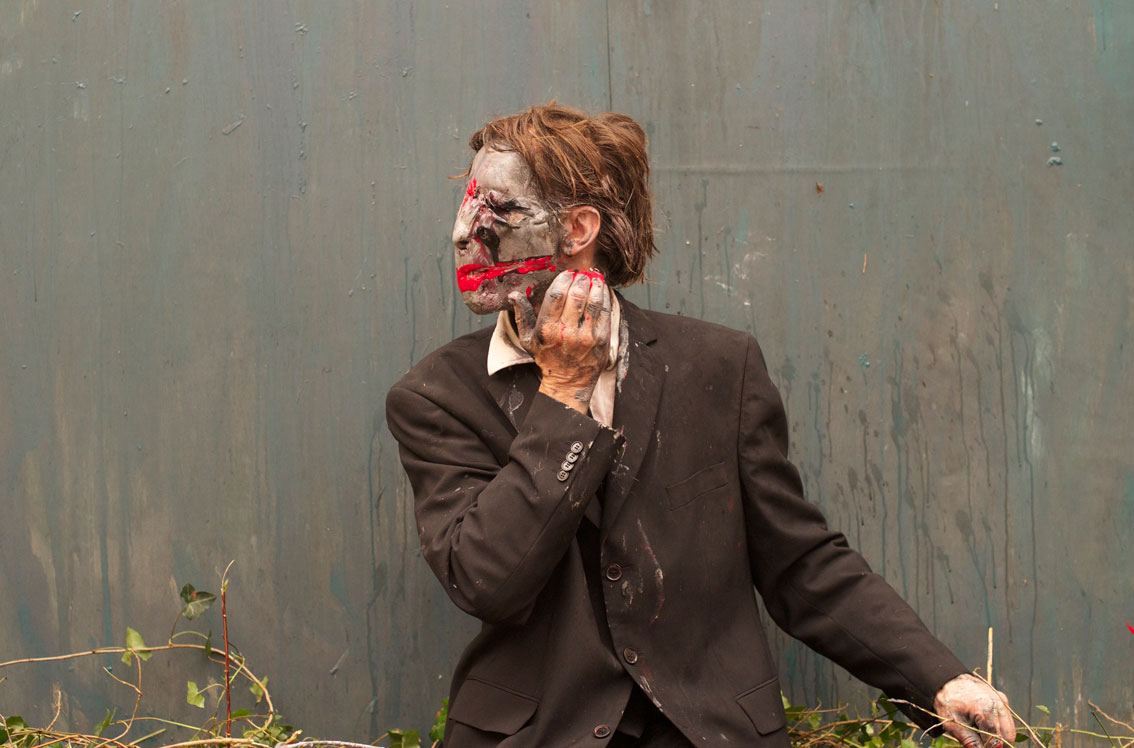
Olivier de Sagazan en pleine Transfiguration.

Réalisé par Laurent Boutonnat, le clip est tourné en novembre 2012 dans les studios SETS à Stains.
Portant un grand intérêt aux œuvres de Transfiguration de l'artiste Olivier de Sagazan, Mylène Farmer le contacte afin que ce dernier participe au clip. Celui-ci accepte, à condition que la chanteuse se prête au jeu de la Transfiguration qui est, selon l'artiste, « une tentative de mettre à mal cette vision bornée et conformiste que l'on a de nous-mêmes et de notre visage »
Entourés de danseurs et de Bergers blancs suisses qui évoluent dans de la boue, Mylène Farmer et Olivier de Sagazan portent tous les deux un costume cravate noir et blanc et se recouvrent le visage avec de la terre et des pigments noir et rouge, se créant ainsi de nouveaux visages devenant de plus en plus horrifiques.
La chorégraphie des danseurs est signée par Franck Desplanches.

### Sortie et accueil
Un extrait du clip est diffusé en exclusivité le 1er décembre 2012 sur TF1 après le journal de 20 heures. Le clip est disponible en suivant sur le site de TF1 et est diffusé sur les autres chaînes à partir du 4 décembre 2012.
- « Une vidéo très originale qui, sans sexe ni sang, arrive à être très dérangeante. »[1]
- « Un clip hallucinant. Le travail de ce performer ressemble tellement à l'univers de la chanteuse que l'on se demande pourquoi l'un et l'autre ne se sont pas trouvés plus tôt. »[10]
- « Une réussite indéniable signée Laurent Boutonnat. Des faciès décomposés, défigurés, remodelés, dans des gestes d’hystérie et de violence, qui redonnent des lettres de noblesse à l’art contemporain, côtoyant l’esprit de Bacon ou de Munch. »[6]
- « Un clip complexe et dérangeant. »[11]
- « Réalisé par son acolyte de toujours, Laurent Boutonnat, le dernier clip de Mylène Farmer recèle comme à l'accoutumée une aura étrange et mystérieuse. »[12]
- « Du Farmer pur jus. »[13]

## Promotion
Mylène Farmer n'effectue aucune promotion pour la sortie de ce single.

## Classements hebdomadaires
Dès sa sortie en téléchargement, le titre atteint la 4e place du Top Singles.
Il se classera no 1 lors de la sortie des supports physiques, et restera classé durant 15 semaines.
L'album Monkey Me se classe également no 1 des ventes, enregistrant la plus grosse vente hebdomadaire de l'année, et est certifié triple disque de platine en moins d'un mois.
| Classement (2012)                     | Meilleure position |
| ------------------------------------- | ------------------ |
| Belgique - Région flamande (Ultratip) | 75                 |
| Belgique - Wallonie (Ventes)          | 2                  |
| Belgique - Wallonie (Radios)          | 4                  |
| Belgique - Wallonie (Clubs)           | 11                 |
| France (Ventes)                       | 1                  |
| France (Téléchargements)              | 4                  |
| France (TV)                           | 13                 |
| France (Radios)                       | 60                 |
| Hongrie                               | 32                 |

## Liste des supports
| 1. | À l'ombre                | 4:51 |
| 2. | À l'ombre (instrumental) | 4:48 |

| 1. | À l'ombre                                   | 4:51 |
| 2. | À l'ombre (Offer Nissim Club Remix)         | 7:13 |
| 3. | À l'ombre (TYP Remix Club)                  | 7:00 |
| 4. | À l'ombre (Guéna LG New Chords Radio Remix) | 3:49 |

| 1. | À l'ombre                          | 4:51 |
| 2. | À l'ombre (Guéna LG Remix)         | 7:59 |
| 3. | À l'ombre (Tony Romera Club Remix) | 6:00 |
| 4. | À l'ombre (instrumental)           | 4:48 |

| A1. | À l'ombre (Tony Romera Club Remix)  | 6:00 |
| A2. | À l'ombre (Guéna LG Remix)          | 7:59 |
| B1. | À l'ombre (Offer Nissim Club Remix) | 7:13 |
| B2. | À l'ombre (TYP Remix Club)          | 7:00 |
| B3. | À l'ombre                           | 4:51 |

## Crédits
- Paroles : Mylène Farmer
- Musique et production : Laurent Boutonnat
- Programmation, claviers et arrangements : Laurent Boutonnat
- Guitare : Sébastien Chouard, Slim Pezin
- Batterie : Loïc Pontieux
- Chœurs : Mylène Farmer
- Prise de son et mixage : Jérôme Devoise
- Studio d'enregistrement : Studio Guillaume Tell
- Studio de mixage : Calliphora Studio
- Éditions : Requiem Publishing[27]

## Interprétations en concert
À l'ombre n'a été interprété en concert que lors de la tournée Timeless 2013.
Dans une tenue semblable à celle du clip (un costume cravate noir et blanc), Mylène Farmer est entourée de danseurs qui effectuent une chorégraphie signée par Franck Desplanches. Sur l'écran géant derrière sont diffusées (entre autres) des images de la prestation d'Olivier de Sagazan.

## Albums et vidéos incluant le titre

### Albums de Mylène Farmer
| Année | Album         | Version                                     | Durée | Certifications de l'album |
| 2012  | Monkey Me,    | Version Album Instrumental (réédition 2021) | 4:45  | 3 × Platine · Platine     |
| 2013  | Timeless 2013 | Live 2013                                   | 5:06  | Platine · Or              |
| 2020  | Histoires de  | Version Album                               | 4:45  | Platine                   |

### Vidéos de Mylène Farmer
| Année | Vidéo                             | Version    | Durée | Certifications de la vidéo |
| 2014  | Timeless 2013                     | Live 2013  | 5:06  | Diamant                    |
| 2021  | Les clips - L'intégrale 1999-2020 | Vidéo-clip | 4:48  | -                          |